# Okkert Brits
Okkert Brits (Sudáfrica, 22 de agosto de 1973) es un atleta sudafricano, especialista en la prueba de salto con pértiga, en la que ha logrado ser subcampeón mundial en 2003.

## Carrera deportiva
En el Mundial de París 2003 ganó la medalla de plata en salto con pértiga, con un salto de 5.85 metros, tras el italiano Giuseppe Gibilisco (oro con 5.90 metros que fue el récord nacional italiano) y por delante del sueco Patrik Kristiansson (bronce con 5.85 metros que fue su mejor marca personal).